# Live Like You Were Dying (песня)
«Live Like You Were Dying» — песня американского кантри-певца Тима Макгро, вышедшая в качестве 1-го сингла с его восьмого студийного альбома Live Like You Were Dying (2004). Автором песни выступили Тим Николс и Крейг Вайсмен.
Песня получила несколько наград, включая Грэмми и награды Ассоциации кантри-музыки CMA Awards, в том числе, в престижной категории «Лучшая песня года» (Song of the Year).
«Live Like You Were Dying» дебютировал 5 июня 2004 года на № 36 в хит-параде Billboard Hot Country Singles & Tracks. 1 декабря 2009 года песня достигла платинового статуса RIAA а её тираж в мае 2015 года равен 2,160,000 копий в США.
Журнал Billboard назвал её лучшей кантри-песней 2004 года в своём итоговом списке Best of 2004: Country Songs. Из трёх номинаций песня получила две Грэмми в категориях Лучшая кантри-песня и Лучший мужской кантри-вокал.

## Коммерческий успех
Песня «Live Like You Were Dying» дебютировала на 36-м месте в американском хит-параде Billboard Hot Country Singles & Tracks в неделю с 5 июня 2004 года. Она достигла первого места в чарте 17 июля 2004 года. Проведя три недели на вершине она 7 августа уступила первое мепсто синглу Рибы Макинтайр «Somebody». Спустя неделю, «Live Like You Were Dying» вернулся на первое место на четыре дополнительные недели, пока не была «сброшена с трона» 11 сентября синглом канадской кантри-исполнительницы Терри Кларк «Girls Lie Too». В сумме сингл провёл 7 недель неподряд на № 1 в два захода. 1 декабря 2009 года сингл получил платиновую сертификацию RIAA, а к июлю 2016 года тираж в США достиг 2,313,000 копий.

## Награды и номинации
Источник:.
| Награда          | Категория                        | Результат |
| ---------------- | -------------------------------- | --------- |
| Grammy Awards    | Лучший мужской кантри-вокал      | Победа    |
| Grammy Awards    | Лучшая кантри-песня              | Победа    |
| Grammy Awards    | Лучшая песня                     | Номинация |
| CMA Awards       | Песня года (Song of the Year)    | Победа    |
| CMA Awards       | Сингл года (Single of the Year)  | Номинация |
| ACM Awards       | Песня года (Song of the Year)    | Победа    |
| ACM Awards       | Single Record of the Year        | Победа    |
| ACM Awards       | Video of the Year                | Номинация |
| CMT Music Awards | Most Inspiring Video of the Year | Победа    |
| CMT Music Awards | Male Video of the Year           | Номинация |
| CMT Music Awards | Video of the Year                | Номинация |

## Чарты

### Еженедельные чарты
| Чарт (2004-05)                     | Высшая позиция |
| ---------------------------------- | -------------- |
| США (Billboard Hot 100)            | 29             |
| США (Billboard Hot Country Songs)  | 1              |
| США (Billboard Adult Contemporary) | 4              |
| США (Billboard Pop Airplay)        | 37             |
| США (Billboard Adult Pop Airplay)  | 21             |

### Итоговые годовые чарты
| Чарт (2004)                  | Позиция |
| ---------------------------- | ------- |
| US Country Songs (Billboard) | 1       |

## Сертификации
| Регион     | Сертификация  | Продажи   |
| ---------- | ------------- | --------- |
| США (RIAA) | 4× Платиновый | 2,313,000 |